# Jerzwałd
Jerzwałd (deutsch Gerswalde) ist eine Ortschaft in der Woiwodschaft Ermland-Masuren im nordöstlichen Polen. Der Ort gehört zur Gmina Zalewo im Powiat Iławski.  

## Geographie
Jerzwałd liegt in der Moränenlandschaft des Oberlands, etwa zehn Kilometer südwestlich von Zalewo. Das Gebiet gehört zum Landschaftsschutzpark Eylauer Seenplatte, dessen Büro sich in Jerzwałd befindet.
Der Ort liegt am Nordufer des Jezioro Płaskie (Flachsee), einer Ausbuchtung des Geserichsees. Seine Gemarkung wird im Nordosten vom Jezioro Rucewo Małe (Kleiner Rotzung-See), im Osten von einem Bachlauf, der den Kleinen Rotzungsee in den Flachsee entwässert und im Westen von einem großen Waldgebiet (dem ehemaligen Staatsforst Alt Christburg) begrenzt.

## Geschichte
Gerswalde wurde vom Deutschen Orden als Hof eines Großen Freien gegründet. Das Gut fiel in der frühen Neuzeit wüst und wurde 1707 als sogenanntes Schatulldorf wiederbesiedelt. 
Im Jahre 1874 wurde ein Amtsbezirk Gerswalde im Landkreis Mohrungen gebildet. Zu ihm gehörten die Landgemeinden Gerswalde, Motitten und Schwalgendorf und die Gutsbezirke Bukowitz, Lixainen und Rotzung. Nach der Auflösung der Gutsbezirke in Preußen gehörten zum Amtsbezirk bei nahezu unveränderten Außengrenzen die Landgemeinden Gerswalde, Motitten und Schwalgendorf.
Im Jahre 1928 wurden in die Landgemeinde Gerswalde die Landgemeinde Rotzung und der Gutsbezirk Lixainen eingemeindet, 1929 auch das Grundstück der Försterei Gerswalde. Die neue Gemeinde Gerswalde hatte im Jahre 1933: 1.068 Einwohner und im Jahre 1939: 1.028 Einwohner.

## Entwicklung seit 1945
Nach der Eingliederung in den polnischen Staat wurde Gerswalde in Jerzwałd umbenannt und der neugebildeten Gmina Zalewo zugeschlagen. Zwischen 1954 und 1973 unterstand Jerzwałd als Gromada unmittelbar dem Powiat morąski und wurde dann wieder der Gmina Zalewo eingegliedert. 
Jerzwałd ist Sitz eines Schulzenamtes der Gmina Zalewo, zu dem noch Likaszny (Lixainen) und Rucewo (Rotzung) gehören. Der Ort ist Ausgangspunkt für Rundwanderwege und verfügt über einen Bootsanleger.